# Sandro Corsaro
Sandro Corsaro (25 settembre 1977) è un animatore e produttore televisivo statunitense,  della Disney, nato in Italia e specializzato nell'animazione flash.
È famoso soprattutto per la serie animata Kick Chiapposky - Aspirante stuntman.